# The Elders

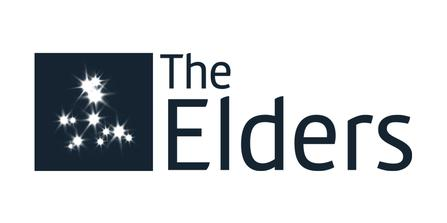
Logo

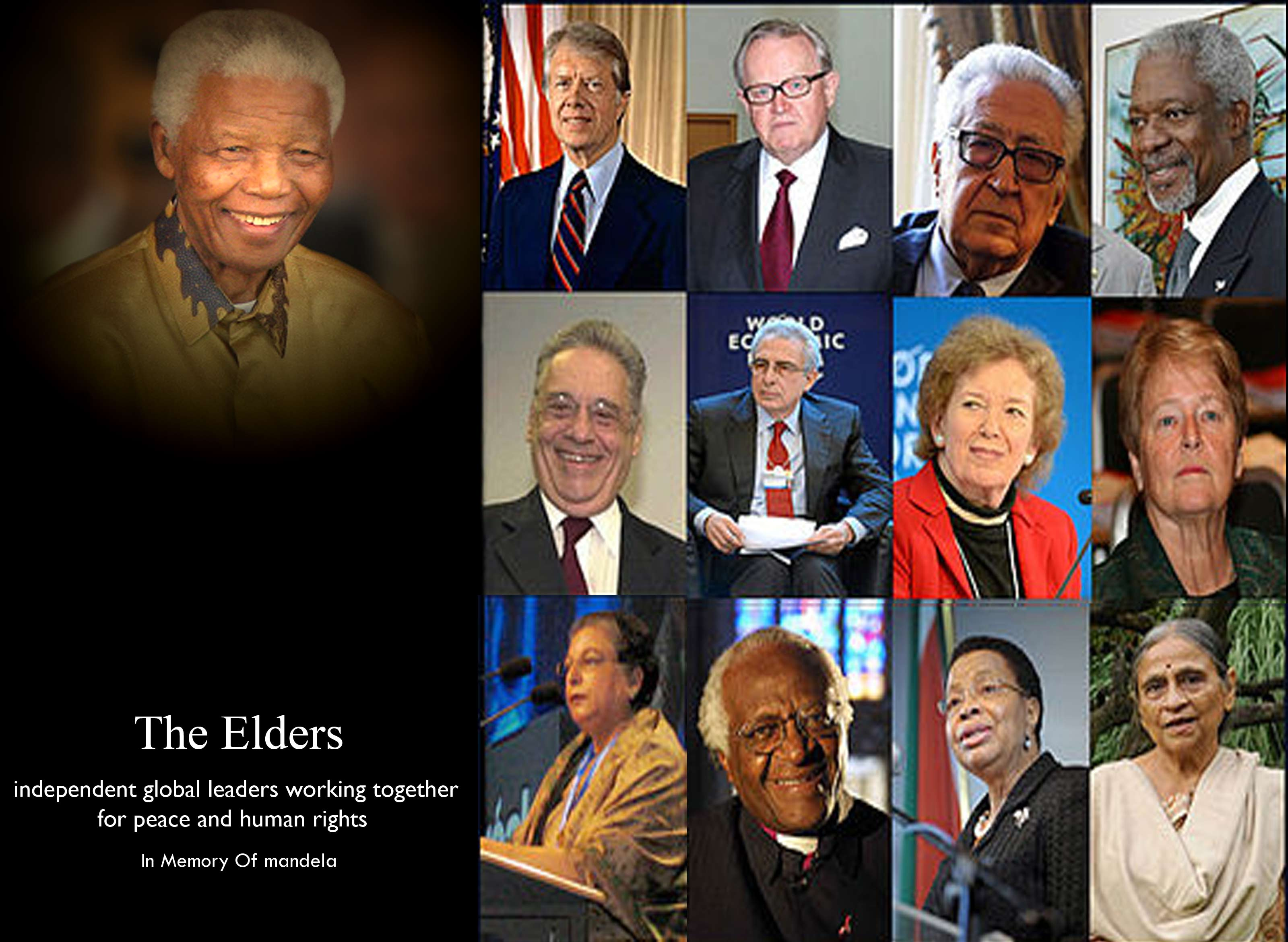
The Elders (2013)

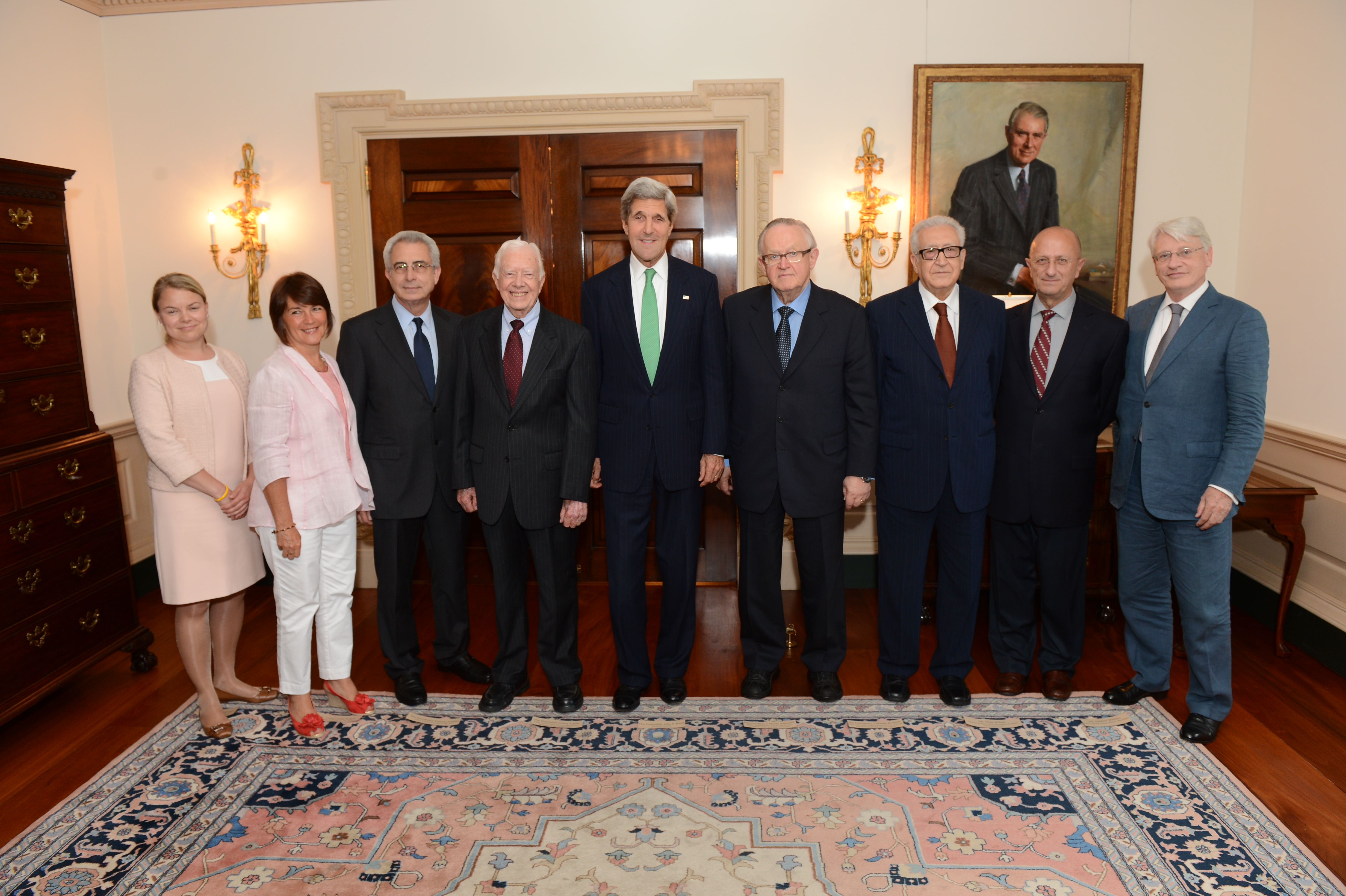
Reunión del Secretario de Estado de EE. UU., John Kerry, con 'The Elders'. Washington D. C., 22 de julio de 2013

The Elders (en español: "Los Mayores") es una organización internacional no gubernamental formada por un grupo de conocidos líderes globales, defensores de la paz, y de los derechos humanos. Fue convocada por Nelson Mandela y Graça Machel.
El objetivo del grupo es contribuir a resolver problemas mundiales, a través del uso de "casi 1.000 años de experiencia colectiva" para trabajar en soluciones a problemas aparentemente insuperables, como el cambio climático, el VIH / sida, el hambre y la pobreza, así como a "utilizar su independencia política para ayudar a resolver algunos de los conflictos más difíciles del mundo".

## Historia
Los Mayores está presidido por el ex Arzobispo de Ciudad del Cabo Desmond Tutu y en la actualidad consta de 11 miembros (10 miembros activos y dos miembros de honor).
En 1999, Peter Gabriel inició una conversación con Richard Branson acerca de The Elders: una reunión de líderes mundiales que servirían como guía y soporte en nuestra "aldea global". En 2001, Gabriel y Branson expusieron su idea a Nelson Mandela quien se entusiasmó con ella. Con la ayuda de Graça Machel y Desmond Tutu, empezaron a unir al grupo señalado anteriormente.
Global Elders es patrocinado por un grupo de fundadores que ayudaron a recaudar fondos para ello. Mandela anunció la formación del grupo en su 89 cumpleaños, el 18 de julio de 2007 en Johannesburgo, Sudáfrica.

## Misión
La primera misión del grupo fue viajar a Sudán en septiembre y octubre de 2007 para promover la paz en la zona de crisis de Darfur. Otra iniciativa mayor fue la campaña «Todos los seres humanos tienen derechos humanos» (Every Human Has Rights). Una tercera misión fue llevada a cabo en Medio Oriente en 2009. Además, el grupo hace numerosas declaraciones sobre temas como la libertad de prensa, la paz sostenible, Medio Oriente, Zimbabue o Irán.

## Miembros
El Grupo de The Elders está formado por políticos internacionales de renombre con amplia trayectoria.
- Ela Bhatt, fundadora de la Asociación Mujeres de la India (SEWA)
- Lakhdar Brahimi, exministro de Relaciones Exteriores de Argelia y ex enviado para las Naciones Unidas
- Gro Harlem Brundtland, ex Primera Ministro de Noruega
- Fernando Henrique Cardoso, expresidente de Brasil.
- Hina Jilani, Abogada defensora y activista por la democracia y los derechos humanos en Pakistán y líder del movimiento pakistaní por los derechos de la mujer.
- Ricardo Lagos, expresidente de Chile
- Graça Machel, exministra de Educación de Mozambique, presidente de la Fundación para el Desarrollo Comunitario, viuda de Nelson Mandela
- Mary Robinson, expresidente de Irlanda y ex Alto Comisionado de las Naciones Unidas para los Derechos Humanos
- Ernesto Zedillo, expresidente de México
- Aung San Suu Kyi, Birmania líder de la oposición y Secretaria General de la Liga Nacional para la Democracia que fue presa política en Birmania y es Premio Nobel de la Paz
- Juan Manuel Santos, expresidente de Colombia, Premio Nobel de la Paz

### Antiguos miembros:
- Muhammad Yunus, fundador del Banco Grameen, Premio Nobel de la Paz (Retirado)
- Jimmy Carter, expresidente de los Estados Unidos y Defensor de los derechos humanos (Fallecido en 2024).
- Nelson Mandela, expresidente de Sudáfrica, Premio Nobel de la Paz (Fallecido)
- Kofi Annan, ex Secretario General de las Naciones Unidas, Premio Nobel de la Paz (Fallecido)
- Desmond Tutu, ex Arzobispo de Ciudad del Cabo, expresidente de la Comisión Verdad y Reconciliación de Sudáfrica, Nobel de la Paz (Fallecido)
- Martti Ahtisaari, expresidente de Finlandia, Premio Nobel de la Paz (Fallecido)

En la ceremonia de lanzamiento, una silla vacía que quedaba en el escenario era para Aung San Suu Kyi, activista de derechos humanos y Premio Nobel de la Paz.